# Vincetoxicum nipponicum
Vincetoxicum nipponicum är en oleanderväxtart som först beskrevs av Matsumura, och fick sitt nu gällande namn av Kitagawa. Vincetoxicum nipponicum ingår i släktet tulkörter, och familjen oleanderväxter.

## Underarter
Arten delas in i följande underarter:
- V. n. abukumense
- V. n. rotundifolium